# Ao (digramme)
Cette page contient des caractères spéciaux ou non latins. S’ils s’affichent mal (▯, ?, etc.), consultez la page d’aide Unicode.
Pour les articles homonymes, voir AO.
Ao (minuscule ao) est un digramme de l'alphabet latin composé d'un A et d'un O.

## Linguistique
- En gaélique irlandais, le digramme « ao » représente généralement les voyelles [eː] ou [iː] entre deux consonnes vélarisées. Voir phonologie de l'irlandais. En gaélique écossais, la voyelle correspondante est plus rétractée et se raproche plutôt de [ɯː].
- En français, le digramme « ao » se retrouve dans de rares mots comme paonne et représente généralement le son [a]
- En piémontais, le digramme « ao » représente généralement [au̯]

## Représentation informatique
Comme la majorité des digrammes, il n'existe aucun encodage de « ao » sous un seul signe, il est toujours réalisé en accolant un A et un O.

### Unicode
Les caractères Unicode utilisables pour former ce digramme sont :
- Capitale AO : U+0041 U+004F
- Majuscule Ao : U+0041 U+006F
- Minuscule ao : U+0061 U+006F